# Arria cinctipes
Arria cinctipes es una especie de mantis de la familia Mantidae. Es el único miembro del género monotípico Arria.

## Distribución geográfica
Se encuentra en la India.